# برنارد فان ده کرکهووه
برنارد فان ده کرکهووه (انگلیسی: Bernard Van de Kerckhove; ۸ ژوئیهٔ ۱۹۴۱ – ۱۵ سپتامبر ۲۰۱۵) دوچرخه‌سوار اهل بلژیک بود.
از باشگاه‌هایی که در آن بازی کرده‌است می‌توان به پلفورت–سوواژ–لوژان، فائمینو–فائما، و تیم دوچرخه‌سواری بروکلین اشاره کرد.